# Радомирска котловина
Радомирската котловина е котловина в Западна България, област Перник, част от физико-географската област Краище.

## Географска характеристика

### Географско положение, граници, големина
Котловината има правоъгълна форма от северозапад на югоизток на протежение от 34 км и ширина от 7 до 22 км. Площта ѝ е 238 км2, а средната ѝ надморска височина – 600 – 660 м. Разположена е между планините Голо бърдо (на североизток), Верила (на изток), Конявска (на юг и югозапад) и Рудина и Черна гора (на северозапад). На север Чардакският пролом на река Струма я свързва с Брезнишката котловина, а на югоизток ниска седловина в района на село Делян – с Горната Дупнишка котловина.

### Геоложки строеж
Оградните склонове на котловината са добре очертани, резки, с разседен произход. Котловинното дъно е добре оформено и наподобява обширно поле. Склоновете към оградните планини са изградени от разнообразни и разновъзрастни скали – гнайси, шисти, филити, пясъчници, мергели, варовици, конгломерати и др. Котловинната основа е запълнена с плиоценски и кватернерни утайки. В западната ѝ част има хълмисти хорстови възвишения. Котловината е образувана в резултат на тектонско потъване в края на плиоцена, което продължава и днес. За характера на съвременните негативни движения в котловинната основа свидетелстват заблатяваниата и земетръсните прояви.

### Климат, води, почви
Климатът на котловината е типично умереноконтинентален със зимни температурни инверсии и мъгли. Средна годишна температура 9,9 °C, средна януарска -1,6 °C, средна юлска 20,2 °C. Средна годишна валежна сума 598 мм. В северозападната ѝ част протича река Струма, която заедно с левия си приток река Арката (Блато) отводнява котловината. В близкото минало са проведени отводнителни мероприятия за осушаване на най-ниските и заблатени части на котловината. Преобладаващата почвена покривка е представена от чернозем-смолници и алувиално-ливадни почви. Има благоприятни условия за отглеждане на зърнени култури, лен, овощия и животновъдство.

## Селища
В котловината и по нейната периферия с оградните планини са разположени 1 град Радомир и 30 села: Беланица, Бобораци, Борнарево, Владимир, Горна Диканя, Гълъбник, Дебели лаг, Долна Диканя, Долни Раковец, Дрен, Друган, Егълница, Жедна, Житуша, Извор, Калище, Касилаг, Кленовик, Кондофрей, Копаница, Кошарите, Лобош, Негованци, Николаево, Поцърненци, Прибой, Старо село, Стефаново, Червена могила и Чуковец.

## Транспорт
В източната част на котловината, между селата Старо село и Делян, на протежение от 11 км преминава участък от автомагистрала „Струма“.
освен автомагистралата през котловината преминават участъци от още 4 пътя от Държавната пътна мрежа:
- От юг на север, в западната ѝ част, от село Извор до град Радомир, на протежение от 13,9 км – участък от първокласен път № 6 ГКПП „Гюешево“ – София – Карлово – Бургас.
- От север на юг, от Радомир до село Жедна цялото протежение от 11,1 км от третокласен път № 604.
- В югозападната ѝ част, по подножието на Конявска планина, между селата Жедна и Лобош, на протежение от 16,7 км – участък от третокласен път № 623 Дупница – Бобов дол – Земен – Габрешевци.
- От югоизток на северозапад, по цялото ѝ протежение, от село Горна Диканя до Радомир, на протежение от 20,9 км – участък от третокласен път № 627 Самоков – Долна Диканя – Радомир. Участъкът между селата Поповяне и Горна Диканя не е изграден и представлява полски (горски) път.

По цялото протежение на котловината от северозапад на югоизток преминава участък от трасето на жп линията София – Радомир – Благоевград – Кулата, а от Радомир на запад до гара Жабляно – участък от трасето на жп линията Радомир – Кюстендил – Гюешево.

## Топографска карта
- Лист от карта K-34-58. Мащаб: 1 : 100 000.
- Лист от карта K-34-59. Мащаб: 1 : 100 000.